# 高松亮
髙松 亮（たかまつ りょう、1986年6月30日 - ）は、地方競馬の岩手県競馬組合・水沢競馬場佐藤雅彦厩舎所属の騎手。岩手県北上市出身。
地方競馬教養センター騎手課程第79期生。

## 来歴・人物
2004年3月31日付けで地方競馬騎手免許を取得（水沢・村上佐重喜厩舎所属）。同年4月18日、水沢競馬第5競走（C2条件戦）ガニエルプルミエでレース初騎乗（9頭立て3番人気4着）。同年9月20日、盛岡競馬第2競走（C3条件戦）をタニノローザロッサで優勝（8頭立て2番人気）し、93戦目で初勝利を挙げる。
2005年12月5日、水沢競馬第10競走の第29回シルバーステッキ賞をマクロプランナーで優勝（11頭立て1番人気）し、特別初勝利。
2006年3月20日、高知競馬場で行われた第20回全日本新人王争覇戦に出場（12人中12位）。
2007年7月29日、水沢競馬第4競走（C3条件戦）をホッカイシュガーで優勝（10頭立て1番人気）し、地方競馬通算100勝達成。2008年12月31日、水沢競馬第1競走（C1八組条件戦）をタイムウイズゴーで優勝（10頭立て2番人気）し、地方競馬通算200勝達成。年々、成績を上げてきている。
2012年1月24日村上佐重喜調教師の引退に伴い、佐藤雅彦厩舎所属となる。
2017年9月4日水沢競馬第3競走をダーナで勝利し、地方競馬通算1000勝を達成した。
NARグランプリ2020でベストフェアプレイ賞を受賞。
地方通算成績は8045戦673勝・2着751回・3着843回・勝率8.4%・連対率17.7%（2015年1月19日現在）。

## 主な騎乗馬
- ワタリルーブル（2012年ビギナーズカップ）
- コンプリート（2013年赤松杯）
- ヴイゼロワン（2013年岩手ダービーダイヤモンドカップ）
- スーブルソー（2013年桐花賞）
- マイネルバビルソン（2014年岩鷲賞）
- ジャリーヴ（2014年ハヤテスプリント）
- キモンイーグル（2014年若鮎賞）
- ドリームフォワード（2014年桂樹杯）
- ソロフライト（2015年ジュニアグランプリ）
- メドゥシアナ（2016年若鮎賞）
- ユッコ（2017年シアンモア記念）
- エーシンシャラク（2017年早池峰スーパースプリント）
- ダモンデ（2017年南部駒賞）
- グレートアラカー（2018年ビギナーズカップ、2019年やまびこ賞）
- ヤマショウブラック（2019年不来方賞、イーハトーブマイル、桐花賞）
- シンボ（2020年金杯）
- アンズビジン（2020年あやめ賞）
- フレッチャビアンカ（2020年東北優駿、不来方賞、ダービーグランプリ）
- アッキー（2020年ビューチフルドリーマーカップ）
- タイセイブラスト（2021年栗駒賞）
- マックスレジェンド（2021年知床賞）
- マルルットゥ（2022年あやめ賞）
- アップテンペスト（2022年やまびこ賞）
- マナホク（2022年不来方賞）
- ノーブルサターン（2022年トウケイニセイ記念、桐花賞、2023年シアンモア記念、北上川大賞典、トウケイニセイ記念、桐花賞）
- ヒロシクン（2024年みちのく大賞典、青藍賞、トウケイニセイ記念、2025年赤松杯、シアンモア記念）
- ポマイカイ（2024年ネクストスター盛岡、2025年スプリングカップ）
- スターシューター（2025年白嶺賞）
- サンライズアムール（2025年クラスターカップ）

出典:

## 期間限定騎乗
岩手競馬のオフシーズンには他地区の競馬場で期間限定騎乗を行っている。
- 2006年[10]と2007年[10][11]に佐賀競馬場で騎乗。
- 2008年、笠松競馬場で1月20日から2月29日までの予定で騎乗。所属は藤田正治厩舎[12][13][14]。
- 2010年、名古屋競馬場にて1月15日から2月19日まで騎乗[15]。
- 2015年、園田競馬場にて1月15日から2月20日まで騎乗。所属は小牧毅厩舎[16]。のち、2018年に同厩舎所属馬イルティモーネで摂津盃にスポット参戦（4着）。